# Земо-Бодбе
Земо-Бодбе (груз. ზემო ბოდბე) — село в Грузии, в муниципалитете Сигнахи края Кахетия. 

## География
Село расположено в южной части края, в 10 километрах по прямой к юго-западу от центра муниципалитета Сигнахи. Высота центра — 900 метров над уровнем моря.

## Население
По данным переписи населения 2014 года, в селе проживало 424 человека.
| Год  | Население | Мужчины | Женщины |
| ---- | --------- | ------- | ------- |
| 2002 | 739       | 374     | 365     |
| 2014 | 424       | 203     | 221     |